# Иванов, Никита Иванович (архитектор)
Никита Иванович Иванов — российский архитектор.

## Проекты
- Тверская улица, 12, правая часть — доходный дом. 1900.
- Лесной проспект,13/Бобруйская улица, 8, угловая часть — доходный дом В. Н. Крестина. 1903—1904. (Расширен).
- Лодейнопольская улица, 8 — доходный дом. 1904.
- Улица Блохина,3/Мытнинский переулок, 1 — доходный дом В. Т. Тимофеева. 1905.
- Шамшева улица, 12 — доходный дом. 1905.
- Лахтинская улица, 3 — доходный дом. 1906.
- Малый проспект Петроградской стороны, 68/улица Ленина, 29 — доходный дом. 1906.
- Малая Морская улица, 7 — доходный дом. Перестройка. 1911—1912.
- 16-я линия, 75 — доходный дом. Перестройка. 1912.
- 3-я линия, 46 — доходный дом Е. В. Винберг. 1912—1913. Включен существовавший дом.
- Гатчинская улица, 9 — доходный дом. 1912—1913.
- 14-я линия, 65 — доходный дом. 1912—1913.